# Paul Weelen
Paul Weelen (geboren in Calgary, Canada, 1959) is een Nederlands schrijver, die in het Limburgs schrijft, en met name in het Kerkraads dialect. Hij publiceert steeds meer in het Nederlands. Naast schrijver is hij singer-songwriter met eigen repertoire in het Kerkraads. Met groepen als Weerwaas, Ramsj, Toepjoep, Oes de Ef en onder eigen naam is hij actief (geweest).
Weelen is samen met Luiz Oliveira eigenaar van Uitgeverij TIC, een uitgeverij die zich specialiseert in boeken met een Limburgse link: romans, verhalen, gedichtenbundels, maar vooral ook kookboeken, wandelboeken, geschiedenisboeken en sportboeken. Hij is tevens voorzitter van de stichting LiLiLi die zich inzet voor Limburgstalige literatuur en één keer per jaar de zogenaamde LiLiLi-daag organiseert die literatuur, muziek, theater, film en kunst presenteert.

## Biografie
De ouders van Weelen waren afkomstig uit Kerkrade en gingen in 1961 terug naar Nederland.
Vanaf zijn 18e jaar studeerde Weelen Nederlandse Taal- en Letterkunde aan de Universiteit Utrecht. Hij ruilde deze studie om voor lerarenopleiding in Sittard en maakte zijn studie af aan de Katholieke Universiteit van Nijmegen.

## Werken
Weelen publiceerde zijn eerste dialectroman in 1980: Tsoeker op de Miemele. Er volgden nog meer romans, zoals 't Wiefje dat in het Nederlands werd vertaald Snoepvrouwtje. In 2007 publiceerde hij zijn eerste Nederlandstalige roman: De droom van de minnezanger, over het leven van Hendrik van Veldeke.

## Prijs
Weelen ontving twee keer de Groot-Limburgse Veldeke Literatuurprijs. Bij het Belgische festival 'Een nieuw liedje' werd hij twee keer onderscheiden.